# Attaque de la station Leytonstone
L'attaque de la station Leytonstone est une agression qui s'est déroulée le 5 décembre 2015 et durant laquelle un homme armé d'un couteau à pain de 7,5 cm attaque trois personnes à la station de métro Leytonstone, dans l’est de Londres. 
Le bilan de l'attaque fut de deux blessés légers et un blessé grave. L'agresseur, Muhaydin Mire âgé de 29 ans, fut reconnu coupable de tentative de meurtre en juin 2016.
Initialement considéré comme un acte terroriste, ce qualificatif fut supprimé à la clôture de l'enquête, le motif principal de l'attaque (bien qu'inspiré de la propagande de l'État islamique) étant psychiatrique.

## Incident
La police métropolitaine fut appelée à la suite d'informations faisant état d'une attaque au couteau à la station de Leytonstone. Au cours de l'attaque, le suspect aurait déclaré: «C'est pour la Syrie, mes frères musulmans» et: «Tout votre sang sera versé».  
Des passants ont jeté des bouteilles sur l'auteur du crime, tandis qu'un autre a crié : « Lâche le [le couteau], imbécile ». Un passant a reçu un coup au cou lorsqu’il s'est battu avec l’auteur.  
À 19 h 14, le suspect a été arrêté et conduit au poste de police de l'est de Londres où il a été placé en garde à vue. Un taser fut utilisé à deux reprises, une fois sans effet, par l'un des agents lors de l'arrestation. La police a déclaré qu'une victime avait été blessée au couteau, mais sans mettre sa vie en danger, et que deux autres avaient ensuite été soignées pour des blessures légères. 

## Auteur
Muhaydin Mire, un jeune homme de 29 ans qui avait quitté la Somalie pour s'installer au Royaume-Uni et qui vivait à Leytonstone, a comparu au Old Bailey le 7 décembre 2015 et a été accusé de tentative de meurtre contre un homme âgé de 56 ans qui a été grièvement blessé. Mire a été hospitalisé sans consentement en vertu de la loi sur la santé mentale aux fins d'examen afin de déterminer sa santé mentale. 
L'état de santé mentale de Mire est devenu un point central durant son procès. Il aurait des antécédents d'épisodes psychotiques paranoïaques et aurait passé trois mois à l'hôpital à la suite du premier d'entre eux en 2006. Après avoir déménagé à Leytonstone, il a dû arrêter de travailler «à cause de l’anxiété, de crises de panique et de la dépression ». Quatre jours avant l’attaque, il avait raté un rendez-vous avec un agent de santé mentale de la communauté à cause de «délires qu’il était suivi par le MI5 et le MI6». Son frère a déclaré qu'il avait rechuté en août 2015 et qu'il lui téléphonait avec des messages étranges et délirants, mais pas avec un thème politique. 
Environ un mois avant l'attaque, la famille de Mire avait demandé une assistance médicale urgente pour tenter de l'hospitaliser, mais les autorités ont rejeté cette demande, estimant qu'il ne présentait aucun risque pour lui-même ni pour autrui. La police a par la suite publié un communiqué: «Un membre de la famille a pris contact avec la police environ trois semaines avant l'incident de samedi. Il n'y avait aucune mention de la radicalisation; la conversation portait entièrement sur des problèmes de santé et la famille était donc correctement orientée vers les services de santé pour obtenir de l'aide.»  En dernier recours, le frère de Mire «a décidé de le déplacer hors du pays [pour voir sa mère]... J'ai décidé de lui réserver un billet ce dimanche. Il allait bien pour autant que je sache. Il voulait y aller». 
En juin 2016, Mire a été reconnu coupable de tentative de meurtre et a admis quatre chefs de tentative de blessure. En juillet, il a été condamné à une peine minimale de huit ans et demi d'emprisonnement à perpétuité et a commencé à purger sa peine à l'hôpital Broadmoor,.

## Conséquences et réponses
Dans une vidéo de l'attaque, un passant invective Mire: «Tu n'es pas un musulman, frère (You ain't no Muslim, bruv). Tu n'est pas un musulman.» Le passant a déclaré au Sunday Times : « J'ai vu le gars. Je lui est dit, tu n'es pas musulman. C'est ce que je pense et je devais le lui faire savoir. »  Il a ajouté : « Les gens regardent les musulmans et Daesh. Ils pensent qu'ils sont tous identiques. Mais évidemment ils ne le sont pas ».
Par conséquent, le hashtag #YouAintNoMuslimBruv a été en tendance sur Twitter, devenant le sujet de prédilection au Royaume-Uni le lendemain de l'attaque. The Guardian a noté qu'il s'agissait d'une «riposte parfaite aux tentatives de propagation de la violence et de la terreur à Londres»,. The Independent a écrit que «cette phrase est devenue un appel unificateur parmi les personnes condamnant l'attaque sur les médias sociaux». Le 7 décembre, le Premier ministre britannique David Cameron a répété cette phrase, lors d'un discours.